# Ana Turpin
Ana Turpin Fernández (Santiago de Compostela, 9 de enero de 1978) es una actriz española.

## Biografía
Nacida en Santiago de Compostela, La Coruña.
Se trasladó desde Santiago de Compostela a Madrid, y estudió Gemología. Actualmente está ligada a las series de televisión desde finales de los años 90, protagonizando en España más de media docena. También ha colaborado en otras muchas producciones audiovisuales. Ha sido imagen publicitaria de grandes marcas internacionales, entre ellas MoviLine, Cuétara o El Corte Inglés.

## Televisión
- Nada es para siempre  (2000) (Antena 3). Como Cristina
- Paraíso (2000) (TVE). Como Diana
- El secreto (TVE) (2000-2001) Como Beatriz Velanzategui
- Géminis, venganza de amor (2002-2003) (TVE). Como Clara Torres
- Hospital Central (Telecinco) (2004) (episódicos). Como Lali
- El comisario (Telecinco) (2004) (episódicos). Como Aitana
- Amar en tiempos revueltos (2005-2006 y 2009) (TVE). Como Andrea Robles Castillo
- Flores para Belle (junio de 2008) (TVE). Como Andrea Robles Castillo
- La Señora (2008) (TVE). Como Irene de Castro y de la Fuente
- 700 euros, diario secreto de una call girl (2008) (Antena 3). Como Irene Santolaria
- De repente, los Gómez (2009) (Telecinco). Como Marta Bernal
- Bandolera (2011) (Antena 3). Como María (una farsante que se hace pasar por Teresa Montoro)
- El don de Alba (2013) (Telecinco). 2 Episodios.
- Hotel Almirante (2015) (TVG). 3 Episodios.

## Películas

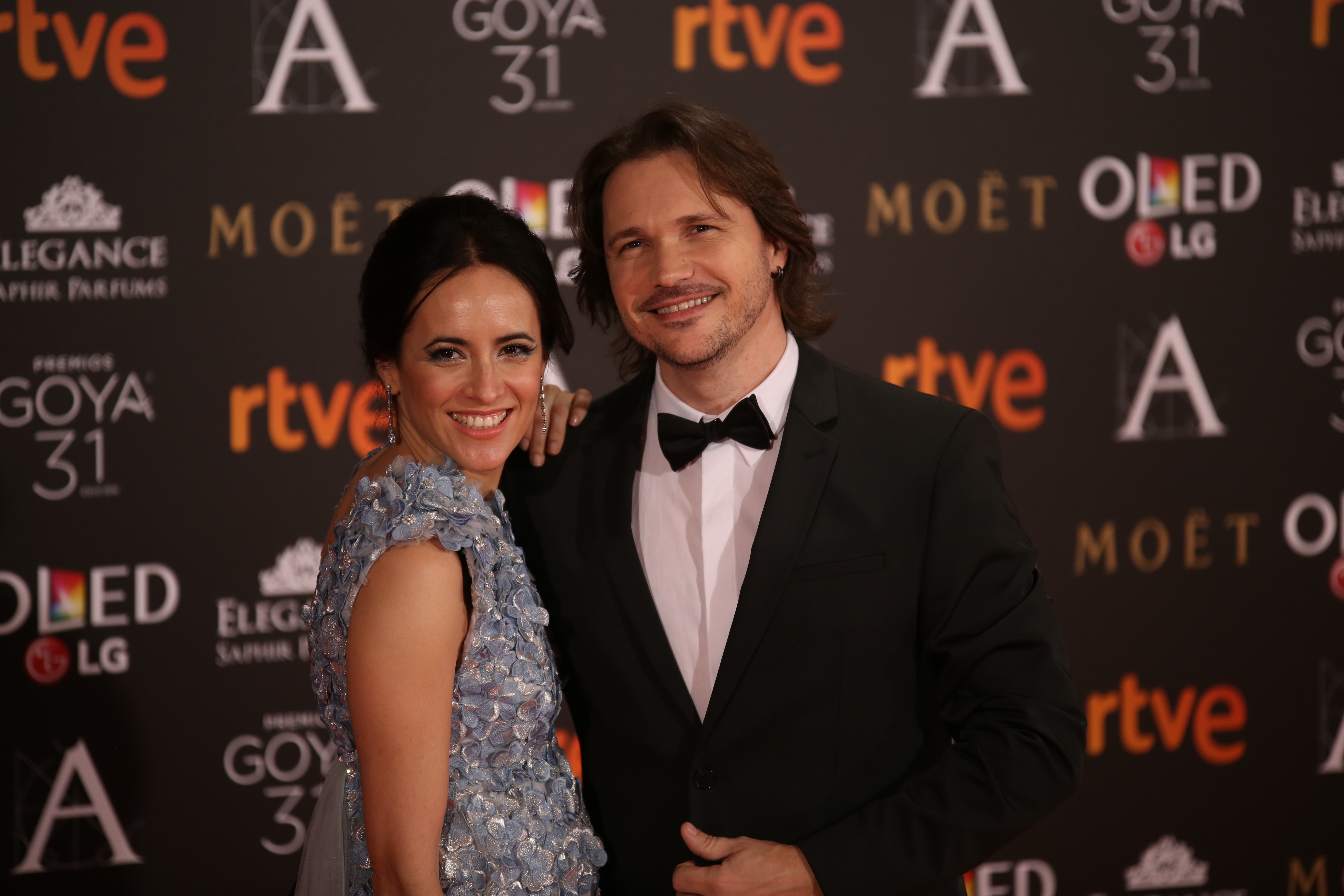
Ana Turpin y Carlos Castel en los Premios Goya de 2017

- El florido pensil (2002), de Juan José Porto.
- Hot Milk (2005), de Ricardo Bofill Maggiora.
- Trío de Ases, el secreto de la Atlántida (2007), de Joseba Vázquez.
- Deseos (2012), de Pepe Pavón.
- Para Elisa (2013), de Juanra Fernández.
- Autoréplica (2013), de Daniel Cabrero.

## Cortometrajes
- O'Donnell 21 (2002), de Yoel Dahan.
- Promoción (Prohibida su venta) (2003), de Luis Arribas de la Cruz.
- Toma nota (2005), de Miguel González Molina.
- Ofelia (2009), de Anita Sinkovic.

## Teatro
- La ratonera (2011), de Agatha Christie.
- Lo nunca visto (2019), de José Troncoso.

## Radio
- Asesinato en Nochevieja (2016), de Ernesto Fucile.

## Publicidad
- Spot televisión 30" para Grupo SOS - (Galletas Cuétara flakes)
- Imagen de MoviLine (actual Movistar)
- Imagen de El Corte Inglés

## Programas
- El líder de la manada en Cuatro, 2011.

## Premios
- Premio Punto Radio La Rioja 2009 a la Mejor actriz por "Amar en tiempos revueltos".[1]